# گاراژ ویلو
گاراژ ویلو یک آزمایشگاه تحقیقاتی رباتیک و مرکز رشد تکنولوژی بود که وقف توسعه سخت‌افزار و نرم‌افزار متن‌باز برای کاربردهای روبات‌های شخصی شده بود. این شرکت برای سوییت نرم‌افزاری ROS (سیستم عامل ربات) که به سرعت تبدیل به یک ابزار استاندارد و متداول بین محققان و صنعت رباتیک شد، شناخته شده‌است. این شرکت در سال ۲۰۰۶ توسط حسن اسکات که به همراه لری پیج و سرگی برین روی توسعه تکنولوژی‌ای پیش از موتور جستجوی گوگل کار کرده‌است، آغاز شد.
گاراژ ویلو در سال ۲۰۱۴ تعطیل شد و اکثر کارکنان گاراژ ویلو به شرکت Suitable Technologies منتقل شدند.

## روبات

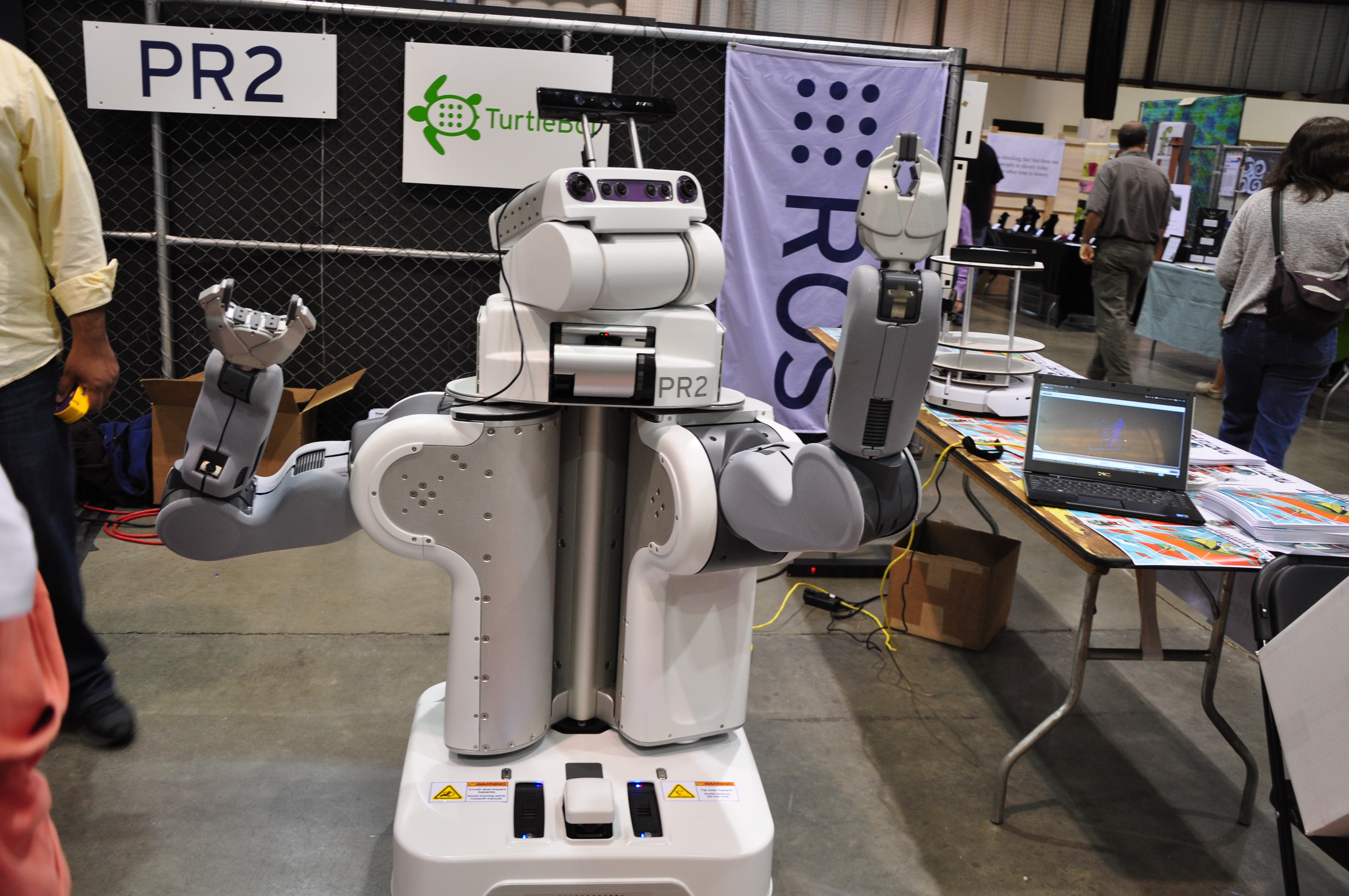
ربات PR2

ربات اصلی گاراژ ویلو PR2 نام دارد که هم‌اندازه یک انسان است. PR2 به عنوان یک سخت‌افزار و نرم‌افزار برای محققان رباتیک طراحی شده‌است. PR مخفف «شخصی شخصی» است.